# Matis Louvel
Matis Louvel (født 19. juli 1999 i Mont-Saint-Aignan) er en cykelrytter fra Frankrig, der er på kontrakt hos Israel-Premier Tech.